# Parafia Najświętszej Maryi Panny Matki Kościoła w Toporzysku
Parafia Najświętszej Maryi Panny Matki Kościoła w Toporzysku – rzymskokatolicka parafia znajdująca się w archidiecezji krakowskiej, w dekanacie Jordanów, w Polsce.

## Historia
Toporzysko należało do parafii Świętych Apostołów Szymona i Judy Tadeusza w Łętowni, a od 1856 do parafii Przenajświętszej Trójcy w Jordanowie.
W 1975 w Toporzysku zamieszkał wikariusz parafii jordanowskiej i utworzono tu punkt duszpasterski. 24 kwietnia 1983 arcybiskup krakowski kard. Franciszek Macharski erygował parafię Najświętszej Maryi Panny Matki Kościoła w Toporzysku. W latach 1984–1988 zbudowano kościół, konsekrowany w 2000 przez kard. Macharskiego.

## Proboszczowie
- ks. Józef Kęsek (1983–1997)
- ks. Marian Juras (1997– nadal)